# Lis Goebel
Lis Goebel (* 28. April 1884 in Hagen; † 11. April 1970 in Herdecke) war eine deutsche Malerin.

## Leben

### Werdegang
Lis Goebel besuchte die Schule in Hagen und hielt sich von 1902 bis 1933 überwiegend in Berlin auf; dort verkehrte sie besonders in Literatenkreisen.
Von 1902 bis 1914 studierte sie Malerei in Berlin und war eine Schülerin von Lovis Corinth und Käthe Kollwitz; 1913 hielt sie sich für neun Monate in Paris auf und studierte an der École des Beaux-Arts und machte dort, unter anderem im Louvre, Bekanntschaft mit der französischen Modernen.
1933 kehrte sie nach Hagen zurück und begründete eine Ateliergemeinschaft mit dem Bildhauer Karel Niestrath.
Die Nationalsozialisten erklärten ihre Bilder 1937 als entartete Kunst und beschlagnahmten diese.
Von 1944 bis 1946 hielt sie sich, nach einer schweren Krise, zu einem Neubeginn am Bodensee auf und kehrte darauf nach Hagen zurück.
Sie war verheiratet mit Andreas Drodofsky.

### Künstlerisches Wirken
In Hagen waren ihre Bildthemen große Blumensträuße mit gekratzten Konturen, auf denen Plastiken von Karel Niestrath im Hintergrund zu sehen waren.
Ein großer Teil ihrer Bilder wurde während des Zweiten Weltkriegs vernichtet.
Ihre Werke bestanden aus Ölbildern auf Leinwand oder Pappe, Aquarellen und Zeichnungen in Mischtechnik mit Kohle, Pastell und Kreide. Sie malte vornehmlich Stillleben, Landschaften, hier vor allem das Sauerland und den Bodensee, sowie Porträts.
Ihre früheren Arbeiten waren noch vom Impressionismus geprägt, dann löste sie sich davon zugunsten einer zeichnerischen Abstraktion, die 1942 in dem bedeutenden Zyklus Arbeiter in einem Betrieb (1942) einen ersten Höhepunkt fand; Zeichnungen, die mit wenigen dynamischen Strichen Wesentliches, beispielsweise einen Arbeitsvorgang, erfassten. In diesem Zyklus setzte sie Akzente, indem sie die Kreide einmal mit der Spitze und zum anderen mit der breiten Kante ansetzte.
Während ihres Aufenthaltes am Bodensee malte sie abstrakte Aquarelle, die den emotionalen Gehalt und die vibrierende Atmosphäre, wie sie für Lis Goebel wichtig waren, widerspiegelten.
Sie malte bis zu ihrem Tod schnelle und spontane Bilder von größter Einfachheit in leuchtenden, flächig aufgetragenen Farben, in einer ihr eigenen Strichtechnik. Die meisten Themen behandelte sie in Serien, bis sie den Gegenstand von allen Seiten beleuchtet hatte, unter anderem Variationen über eine Platane, einen versteinerten Schwamm, Blumen und Hühner.
Ihre Selbstporträts zeigten eine kritisch nachdenkliche, aber auch boshaft-mürrische Person ohne Beschönigung.

## Ausstellungen
- 1913: Museum Folkwang;
- 1965: Gesamtausstellung im Museum am Ostwall in Dortmund;
- 16. Februar  bis 24. März 1985: Lis Goebel 1884–1970: Übersicht über das Gesamtwerk der Malerin im Museum am Ostwall in Dortmund[3];
- 2. Oktober 2021 bis 20. Februar 2022: „ANDERS NORMAL! Revision einer Sehschwäche“ im Märkischen Museum Witten[4][5].

## Mitgliedschaften
Lis Goebel war Mitglied in der Künstlervereinigung Hagenring.

## Schriften (Auswahl)
- Emilie Burghardt; Lis Goebel: Bei uns zuhaus –  Geschichten aus dem Familienleben. 1954.